# 江東駅
江東駅（カンドンえき）は大韓民国ソウル特別市江東区千戸3洞にある、ソウル交通公社5号線の駅である。駅番号は548。
上一洞駅方面と馬川駅方面の分岐駅である。

## 歴史
- 1995年11月15日 - ソウル特別市都市鉄道公社（当時）5号線の駅として開業。
- 1996年3月30日 - 馬川駅への支線が開業。
- 2017年5月31日 - ソウル特別市都市鉄道公社とソウルメトロが統合され、ソウル交通公社の駅となる。

## 駅構造

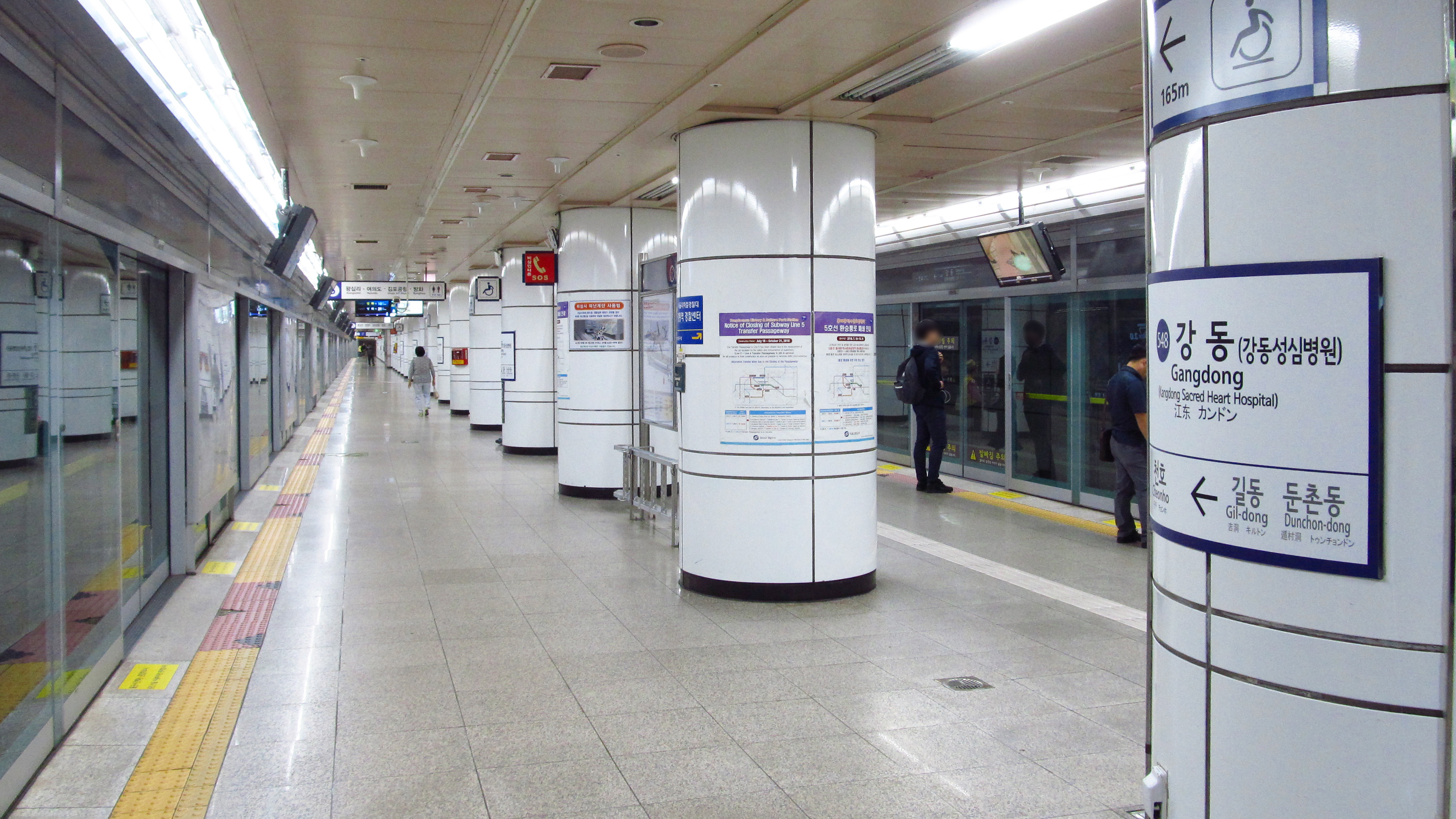
上り方面島式ホーム

島式ホーム1面2線、単式ホーム1面1線、計2面3線の地下駅。
下りは上一洞方面への列車と馬川方面への列車が同じホームから発車する。

### のりば
- のりばの番号は存在しない。

| 南側（単式ホーム） | 5号線（下り）           | 上一洞方面 / 馬川方面                    |
| 中線（島式ホーム） | 5号線（上り・上一洞発） | 千戸・往十里・汝矣島・金浦空港・傍花方面 |
| 北側（島式ホーム） | 5号線（上り・馬川発）   | 千戸・往十里・汝矣島・金浦空港・傍花方面 |

## 利用状況
近年の一日平均利用人員推移は下記のとおり。
| 路線  | 路線     | 2000年 | 2001年 | 2002年 | 2003年 | 2004年 | 2005年 | 2006年 | 2007年 | 2008年 | 2009年 | 出典  |
| ----- | -------- | ------ | ------ | ------ | ------ | ------ | ------ | ------ | ------ | ------ | ------ | ----- |
| 5号線 | 乗車人員 | 14,474 | 15,508 | 15,121 | 15,921 | 16,363 | 16,855 | 17,096 | 17,265 | 17,764 | 17,995 | [ 1 ] |
| 5号線 | 降車人員 | 12,369 | 12,853 | 12,355 | 13,084 | 12,941 | 13,672 | 13,905 | 14,183 | 14,377 | 14,333 | [ 1 ] |
| 5号線 | 乗降人員 | 26,843 | 28,362 | 27,476 | 29,005 | 29,304 | 30,527 | 31,001 | 31,448 | 32,141 | 32,328 | [ 1 ] |
| 路線  | 路線     | 2010年 | 2011年 | 2012年 | 2013年 | 2014年 | 2015年 | 2016年 |        |        |        | [ 1 ] |
| 5号線 | 乗車人員 | 19,149 | 19,722 | 20,250 | 20,146 | 20,199 | 19,748 | 19,463 |        |        |        | [ 1 ] |
| 5号線 | 降車人員 | 15,148 | 16,105 | 16,709 | 16,622 | 16,777 | 16,529 | 16,513 |        |        |        | [ 1 ] |
| 5号線 | 乗降人員 | 34,297 | 35,827 | 36,959 | 36,768 | 36,976 | 36,277 | 35,976 |        |        |        | [ 1 ] |

## 駅周辺
ソウル東部の市街地が広がる。
- 東信中学校（朝鮮語版）
- ブーツ江東駅店

## 隣の駅
ソウル交通公社
 5号線
千戸駅 (547) - 江東駅 (548) - 吉洞駅 (549)
 5号線（馬川支線）
千戸駅 (547)（本線直通） - 江東駅 (548) - 遁村洞駅 (P549)